# Uirapuru (mito)
Uirapuru é um ser mitológico, descrito como homem transformado em pássaro que os índios brasileiros consideram o rei do amor.

## A lenda
Diz-se que um jovem guerreiro apaixonou-se pela esposa de um grande cacique e, por não poder aproximar-se dela, pediu a Tupã que o transformasse em um pássaro. Tupã atendeu seu desejo transformando-lhe em um pássaro vermelho-telha que à noite cantava para sua amada.
Entretanto, quem notou fora o cacique que, fascinado, perseguiu o pássaro para prendê-lo, mas o Uirapuru se escondeu nas entranhas da floresta e o cacique por lá se perdeu.
À noite o Uirapuru canta para sua amada, esperando que ela descubra seu canto.

## Amuleto
O Uirapuru é considerado um amuleto capaz de proporcionar felicidade no amor, nos negócios e sorte.